# Димитър Стоянов (общественик)
Вижте пояснителната страница за други личности с името Димитър Стоянов.
Димитър Стоянов Биволаров, известен като Емборец, е български търговец, индустриалец и общественик от Македония.

## Биография
Димитър Стоянов е роден в кайлярското село Емборе, тогава в Османската империя, в бедно семейство. Негов брат е българският обществен деец Коста Стоянов Биволаров, също известен като Емборец. Установява се в Плевен и в 1876 година заедно с брат си Коста Стоянов, плевенския благодетел Димитър Константинов и с други съмишленици открива търговска фирма за търговия с брашно и зърнени култури „Стоянов – Константинов и сие“. Фирмата постепенно става една от най-големите експортни къщи за зърнени храни в Северна България.
Къщата му в Плевен е една от най-старите и най-красиви къщи на Старата главна в града.